# قاسم رضایی (ورزشکار)
قاسم رضایی (زاده ۲۷ مرداد ۱۳۶۴ در آمل) کشتی‌گیر اهل ایران و برنده مدال طلای المپیک لندن در وزن ۹۶ کیلوگرم و برنده مدال برنز المپیک ریو در وزن ۹۸ کیلوگرم کشتی فرنگی است. او همراه هادی ساروی تنها کشتی‌گیران فرنگی تاریخ ایران هستند که دو مدال المپیک دارند. رضایی علاوه بر این دو المپیک در مسابقات المپیک پکن نیز شرکت کرده بود. او در سال‌های ۲۰۰۷ و ۲۰۱۴ برنده مدال برنز و در سال ۲۰۱۵ برنده مدال نقره مسابقات قهرمانی جهان شد.
قاسم رضایی پر افتخارترین فرنگی‌کار المپیک کل تاریخ ایران با دو مدال است فیلا در گزارشی او را به عنوان فردی قدرتمند و پر امید معرفی نمود و او را در زمره برجسته‌ترین کشتی گیران چند سال گذشته جهان قرار داد.

## دوران ورزشی

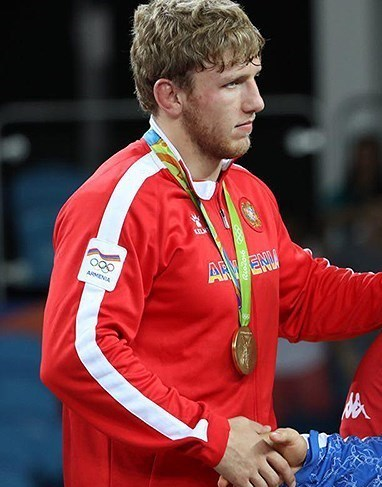
حریف سوئدی قاسم رضایی

### آغاز کشتی
قاسم رضایی کشتی را در سال ۱۹۹۹ در آمل زیر نظر سعید شیرزاد و بختیار تقوی نیا آغاز نمود و اولین مسابقه حرفه‌ای و بین‌المللی خود را در سال ۲۰۰۴ انجام داد.

### المپیک ۲۰۱۲ لندن
قاسم رضایی از پس از مسابقات جهانی با دعوت آذربایجانی‌ها ابتدا قرار بود برای تیم ملی آذربایجان کشتی بگیرد اما از این موضوع منصرف شد و به تیم ملی ایران توسط بنا دعوت شد و با تمرینات عالی توانست در ترکیب تیم ملی ایران جای بگیرد. رضایی در ابتدا در المپیک لندن استراحت داشت و در اولین مسابقه خود توانست جنک ایلدم از ترکیه را با نتیجه ۳ بر ۱ شکست دهد و به مرحله بعدی صعود کند، در مرحله بعدی، او با آرتور الکسانیان ارمنستانی به مبارزه پرداخت که در پایان با نتیجه ۳ بر ۰ پیروز این مسابقه سخت شد و به جمع چهار کشتی‌گیر برتر این دوره از مسابقات پیوست. رضایی در نیمه نهایی این مسابقات با یونیور استرادا فالکون از کوبا مسابقه داد و باز هم با قدرت و به راحتی توانست ۳ بر ۰ این حریف کوبایی خود را از پیش رو بردارد و با اقتدار به فینال این دوره از مسابقات المپیک برسد. وی در فینال این دوره از مسابقات المپیک توانست با نتیجه ۳ بر ۰ و مقتدرانه رستم توتروف روس را شکست دهد و سومین مدال طلای ایران را در کشتی فرنگی به دست آورد. مدال طلای او باعث قهرمانی تیم ملی کشتی فرنگی ایران در المپیک لندن شد.

### قهرمانی جهان ۲۰۱۴ تاشکند
قاسم رضایی نماینده وزن ۹۸ کیلوگرم کشورمان بعد از پیروزی ۳ بر یک مقابل فردریک شوئن از سوئد، در دور هم با نتیجه ۲ بر یک موسی اولویف از روسیه را شکست داد و گام به یک‌چهارم نهایی گذاشت. رضایی در دور سوم با نتیجه ۲ بر صفر از سد مارتین نیلسن، دارنده مدال برنز قهرمانی اروپا از نروژ گذشت و راهی نیمه‌نهایی شد، اما در این مرحله با نتیجه ۳ بر یک مغلوب آرتور الکسانیان از ارمنستان شد و شانس حضور در فینال و کسب مدال طلا را از دست داد. رضایی در دیدار رده‌بندی با نتیجه ۴ بر یک الکساندر هرابوویک از بلاروس را شکست داد و به مدال برنز دست یافت. در این وزن ۳۰ کشتی‌گیر حضور داشتند.

### قهرمانی جهان ۲۰۱۵ لاس وگاس
قاسم رضایی نماینده وزن ۹۸ کیلوگرم ایران پس از استراحت در دور نخست در دور دوم با اسلام ماگومدوف سرشاخ شد و در نهایت موفق شد حریف قدرتمندش را با نتیجه ۴ بر ۲ شکست دهد تا گام بلندی برای حضور در فینال بردارد. وی در دور دوم به مصاف لوگو کابرا از کوبا رفت و با نتیجه ۵ بر صفر پیروز شد. رضایی در یک چهارم نهایی به مصاف جنک ایلدم از ترکیه رفت و با حساب ۴ بر صفر به برتری رسید تا ضمن کسب دومین سهمیه تیم کشتی فرنگی در المپیک ریو راهی مرحله نیمه نهایی شود. رضایی در نیمه نهایی با الیس گوری از بلغارستان مصاف داد و با نتیجه ۳ بر صفر به برتری رسید تا نخستین فینالیست تیم ایران در مسابقات جهانی باشد. رضایی دیدار فینال این وزن به مصاف آرتور الکسانیان قهرمان جهان در سال ۲۰۱۴ از ارمنستان رفت و در پایان با نتیجه ۳ بر ۰ شکست خورد و مدال نقره جهان را بر گردن آویخت.

### المپیک ۲۰۱۶ ریو
رضایی که در مسابقات المپیک ۲۰۱۶ ریو در وزن ۹۸ کیلوگرم شرکت کرده بود بعد از استراحت در دور اول، در دور دوم لویلیز خوزه پرز مورا از ونزوئلا را با امتیاز عالی ۸ بر ۰ شکست داد. وی در ادامه در دور سوم مقابل لوگو کابررا قرار گرفت و با شکست ۴ بر ۰ مقابل حریف کوبایی خود از صعود به دور بعد بازماند. رضایی با فینالیست شدن کابررا به مسابقات شانس مجدد راه پیدا کرد و در دیدار نخست خود دی ژیائو را ۷ بر ۰ از پیش رو برداشت و راهی دیدار فینال رده‌بندی شد. رضایی در دیدار آخر خود با استفان شوئن سوئدی به مبارزه پرداخت و در وقت اول ۴ بر ۰ شکست خورد اما در وقت دوم ۴ امتیاز به دست آورد و با حملات خود به پیروزی رسید و به مدال برنز المپیک ریو دست یافت.

## فعالیت‌های اجتماعی

### اهدا مدال به بهزیستی
وی پس از نایب قهرمانی جهان در آمریکا، مدال خود را به کودکان بهزیستی اهدا کرد. رضایی همچنین از حامیان پویش پازل همدلی بود.

### اهدا جوایز و کمک به زلزله‌زدگان اهر، هریس و ورزقان
وی پس از وقوع زلزله اهر، هریس و ورزقان مدال طلای المپیک لندن خود را به زلزله‌زدگان تقدیم نمود. وی در این زمینه گفته بود که این مدال را نتیجه دعای بسیاری از زلزله‌زدگان می‌داند، در ادامه قاسم رضایی به دیدار مردم ورزقان رفت. در دوازدهمین همایش تجلیل از ورزشکاران جوانمرد هم، زمانی که مجری مراسم قاسم رضایی را به روی سن فرا خواند تا مورد تجلیل قرار بگیرد، رضایی در اقدامی جوانمردانه جایزه ویژه خود را به زلزله‌زدگان آذربایجان شرقی بخشید.

### حمایت از بنیاد کودک
وی در سال ۱۳۹۷ با حضور در بنیاد کودک به عنوان حامی، از عملکرد و فعالیت‌ها، این مؤسسه حمایت کرد.